# Начо Касес
Ігнасіо Касес Мора (ісп. Ignacio Cases Mora, нар. 22 грудня 1987, Хіхон), відомий як Начо Касес (ісп. Nacho Cases) — іспанський футболіст, півзахисник кіпрського клубу «Анагеннісі».

## Ігрова кар'єра
У дорослому футболі дебютував 2005 року виступами за другу команду «Спортінга» з рідного Хіхона. До головної команди клубу був переведений лише за шість років, у 2011. Протягом наступних шести сезонів був стабільним гравцем її основного складу, провівши за цей період 177 ігор у найвищому і другому дивізіонах першості Іспанії.
2017 року перебрався на Кіпр, уклавши контракт з клубом АЕК (Ларнака). Частину 2020 року провів в оренді у грецькому «Волосі», а в 2021 виступав за литовську «Судуву».
У січні 2022 року повернувся до Кіпру, де його новим клубом став «Анагеннісі» (Деринья). 

## Титули і досягнення
- Володар Кубка Кіпру (1):

АЕК (Ларнака): 2017-2018